# On My Way (Omar Naber)
On My Way è un singolo del cantante sloveno Omar Naber, scritta e composta dallo stesso Omar.
Il cantante ha presentato il brano a EMA 2017, il processo di selezione per il rappresentante sloveno all'Eurovision Song Contest 2017. Dopo aver vinto sia il televoto che il voto della giuria nella prima semifinale del 17 febbraio 2017, Omar ha cantato nuovamente On My Way nella finale del 24 febbraio. Ha vinto nuovamente il voto della giuria con 64 punti, ma è arrivato secondo nel televoto con 5.165 voti. Tuttavia, la somma dei punti della giuria e del pubblico gli hanno assicurato la vittoria. Omar ha avito la possibilità di cantare On My Way sul palco dell'Eurovision nella prima semifinale, che si è svolta il 9 maggio a Kiev, in Ucraina, competendo con altri 17 artisti ma non riuscendo a staccare il biglietto per la finale del 13 maggio. Omar aveva già rappresentato la Slovenia all'Eurovision Song Contest 2005, anch'essa svolta a Kiev, con Stop, ma non è riuscito a qualificarsi per la finale, essendo arrivato dodicesimo nella semifinale.